# Пудауэль
Пудауэль (исп. Pudahuel) — коммуна в Чили. Одна из городских коммун города Сантьяго. Коммуна входит в состав провинции Сантьяго и Столичной области.

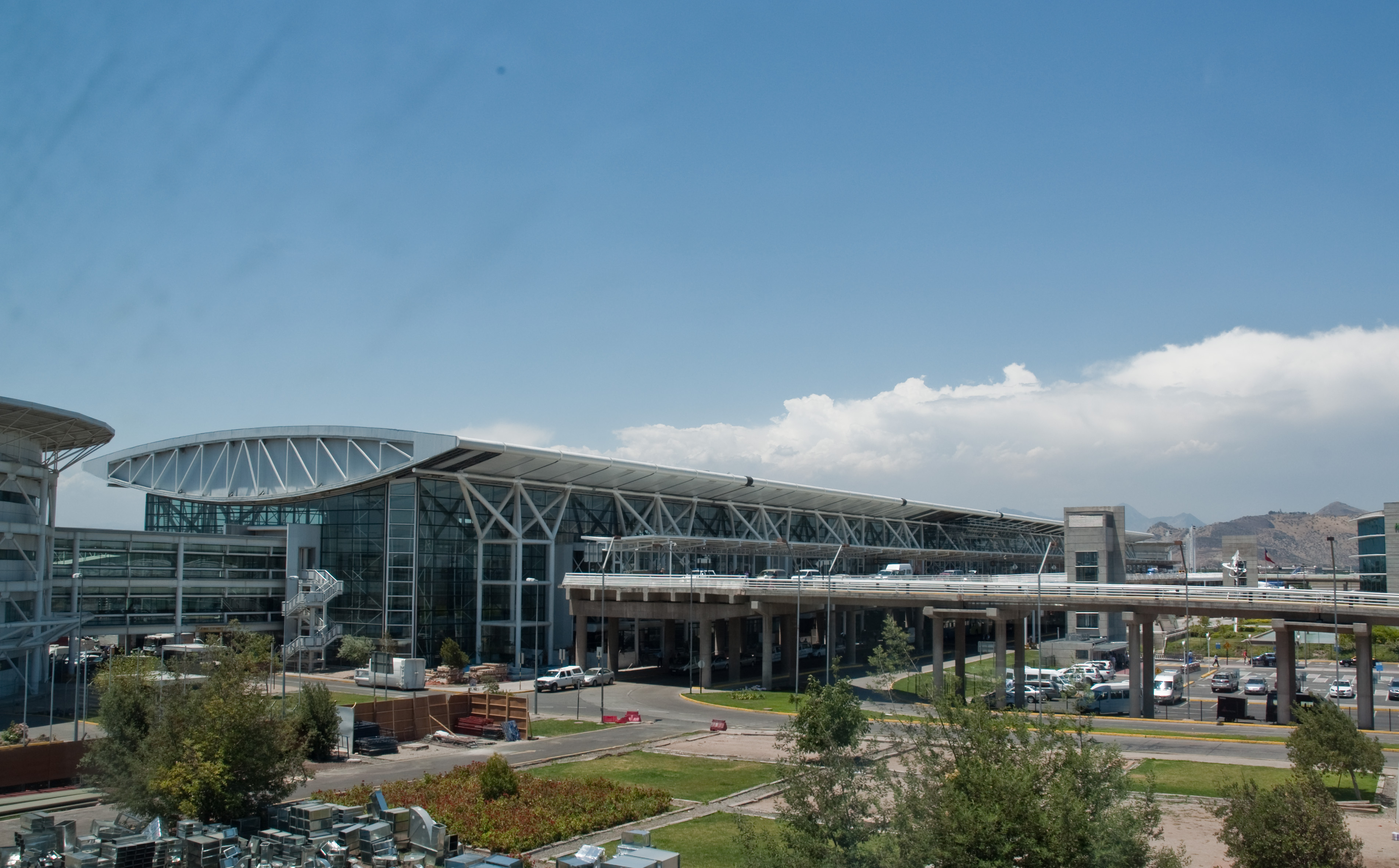
Внешний вид аэропорта Сантьяго

Территория — 197 км². Численность населения — 230 293 жителя (2017). Плотность населения — 1197 чел./км².

## Расположение
Коммуна расположена на западе города Сантьяго.
Коммуна граничит:
- на севере — c коммуной Лампа;
- на северо-востоке — c коммуной Киликура;
- на востоке — с коммунами Ренка, Серро-Навия, Ло-Прадо, Эстасьон-Сентраль;
- на юге — c коммуной Майпу;
- на западе — c коммуной Куракави.

## Демография
Согласно сведениям, собранным в ходе переписи 2017 г. Национальным институтом статистики (INE),  население коммуны составляет:
| Полное население                          | Полное население                          | Полное население                          | Полное население                          | Полное население                          | 230 293 |
| ----------------------------------------- | ----------------------------------------- | ----------------------------------------- | ----------------------------------------- | ----------------------------------------- | ------- |
| в том числе:                              | Городское население                       | 226 138                                   | Процент городского населения, %           | 98,20                                     |         |
|                                           | Сельское население                        | 4 155                                     | Процент сельского населения, %            | 1,80                                      |         |
|                                           | Мужское население                         | 112 412                                   | Процент мужского населения, %             | 48,81                                     |         |
|                                           | Женское население                         | 117 881                                   | Процент женского населения, %             | 51,19                                     |         |
| Плотность населения, чел./км²             | Плотность населения, чел./км²             | Плотность населения, чел./км²             | Плотность населения, чел./км²             | Плотность населения, чел./км²             | 1197.00 |
| Население коммуны в % к населению области | Население коммуны в % к населению области | Население коммуны в % к населению области | Население коммуны в % к населению области | Население коммуны в % к населению области | 3,24    |

| Динамика изменения населения коммуны | Динамика изменения населения коммуны | Динамика изменения населения коммуны | Динамика изменения населения коммуны |
| ------------------------------------ | ------------------------------------ | ------------------------------------ | ------------------------------------ |
| 1992                                 | 2002                                 | 2012                                 | 2017                                 |
| 137 940                              | 195 653▲                             | 225 509▲                             | 230 293▲                             |